# Our Terrible Country
Baladna alraheeb, más conocida internacionalmente como Our Terrible Country por su título en inglés, o Notre terrible pays por su título en francés, es una película documental ambientada durante la guerra en siria contra Bashar Al-Assad en 2013, la época en la que comienza a darse a su vez el Estado Islámico.
La película es un documental ideado por Mohammad Ali Atassi y llevado a cabo gracias a un joven que va documentándolo todo en primera persona, quien se hace llamar Ziad Homsi.

## Argumento
Un joven combatiente del Ejército Libre Sirio se encuentra combatiendo tanto a las fuerzas gubernamentales sirias como a los soldados del Estado Islámico. El joven decide cambiar su arma por una cámara, tras lo que se encamina en la búsqueda de un intelectual sirio, Yassin Haj Saleh.
Juntos deciden intentar salir del país. Pero Yassin tiene retirado el pasaporte desde hace una década y con él la posibilidad de salir legalmente del país. Ziad decidirá ayudarle, porque ve en el intelectual la imagen de una Siria distinta, de una Siria por la que él levantó su rifle contra Assad.
El viaje estará documentado de primera mano por Ziad Homsi, quien grabará eficientemente las peripecias del viaje y el sufrimiento diario por el cual tienen que pasar los protagonistas del vídeo hasta llegar a suelo Sirio, donde Yassin se podrá comunicar con gente de su ámbito a quien comunicar la situación que ha estado viviendo las últimas épocas en su destrozado país.

## Recepción del documental
El Documental se ha presentado en varios certámenes audiovisuales, en los cuales ha recibido una buena aceptación y ha ganado varios premios, entre los que se incluyen:
- Gran Premio del FID Marseille del 2014.
- Premio Ulysses del Cinemed de Montpellie de 2014.
- Mejor Película del Forum Doc Brazil de 2014.
- Mención de Honor en el Festival Porto-Post-Doc Film & Media de 2014.
- Premio Especial del público del Festival Punto de Vista de 2015.
- Premio de la Juventud del Festival Punto de Vista de 2015.